# Омелькове (Старобільський район)
Оме́лькове (раніше Омелянівка) — село в Україні, у Шульгинській сільській громаді Старобільського району Луганської області. Орган місцевого самоврядування з 2019 року — Шульгинська сільська громада, до 2019 року  — Шульгинська сільська рада.

## Історія
Омелянівка була заснована в 1894-му році унтер-офіцером Астраханського полку, який відслужив у військовому поселенні 25 років і одержав землю в 15 верстах від Шульгинської слободи.
Село постраждало внаслідок геноциду українського народу, вчиненого урядом СССР у 1932—1933 роках, кількість встановлених жертв — 54 осіб.

## Населення
В 1986 році в Омелькові проживало 82 особи. За даними перепису населення 2001 року, у селі мешкало 42 особи. На момент 2021 року в селі проживає всього 4 особи.

## Пам'ятки архітектури
В селі знаходиться не працююча і частково зруйнована Церква Іоанна Богослова [Архівовано 30 листопада 2021 у Wayback Machine.]. 

## Також
- Перелік населених пунктів, що постраждали від Голодомору 1932-1933, Луганська область